# Eustala saga
Eustala saga är en spindelart som först beskrevs av Eugen von Keyserling 1893.  Eustala saga ingår i släktet Eustala och familjen hjulspindlar. Inga underarter finns listade i Catalogue of Life.